# Герберт Вільямс (яхтсмен)
Герберт Вільямс (англ. Herbert Williams; 24 липня 1908 — 10 січня 1990) — американський яхтсмен.
Олімпійський чемпіон 1956 року в класі Зоряний.
Батько срібного олімпійського медаліста з вітрильного спорту 1964 року в класі Зоряний Лінна Вільямса.